# Jermain Taylor
Jermain Taylor (n. 11 august 1978, Little Rock, Arkansas, SUA) este un fost boxer profesionist. Ca amator, a reprezentat Statele Unite ale Americii, medaliat olimpic. A participat la o ediție a Jocurilor Olimpice (2000) în care a câștigat o medalie de bronz. Ca profesionist, a luptat din 2001 până în 2014. El rămâne cel mai recent campion incontestabil în divizia de greutate mijlocie, după ce l-a învins pe Bernard Hopkins în 2005 și, astfel, a încheiat domnia de zece ani a lui Hopkins ca campion la categoria mijlocie. Acest lucru l-a făcut pe Taylor primul și, până în prezent, singurul boxer masculin din istorie care a revendicat fiecare titlu de la toate cele patru organizații majore de sancționare a boxului într-o singură luptă. L-a învins pe Hopkins într-o revanșă șase luni mai târziu, făcându-l singurul boxer care l-a învins pe Hopkins de două ori. Taylor s-a retras ca campion mondial în lunile care au urmat cuceririi titlului la categoria mijlocie a Federației Internaționale de Box (IBF) pentru a doua oară în 2014, după ce și-a revenit substanțial după o leziune cerebrală suferită la începutul carierei sale.

## Participări
Lista de mai jos prezintă principalele competiții la care a participat Jermain Taylor de-a lungul carierei.
- boxing at the 2000 Summer Olympics – light middleweight[*]